# نبرد سوخرا و هپتالیان به خونخواهی پیروز یکم
نبرد سوخرا و هپتالیان به خونخواهی پیروز یکم در سال ۴۸۴ میلادی میان هپتالیان و امپراتوری ساسانیان درگرفت.

## تاریخچه
در سال ۴۸۴، پادشاه ساسانیان پیروز یکم، شکست بزرگی را از هپتالیان خورد و در جنگ هرات کشته شد.
سپس سوخرا اشراف‌زاده کارنی برای خونخواهی پیروز به راه افتاد و اکثریت ارتش ساسانی را با خود برد. وقتی به گرگان رسید، پادشاه هپتالی خوشنواز از برنامهٔ سوخرا برای یورش به هپتالیان آگاه شد و به سرعت مردان خود را برای جنگ آماده کرد. وی سپس پیامی را به سوخرا فرستاد و از وی دربارهٔ اهدافش سؤال کرد و نام او و مقام رسمیَش را پرسید. سوخرا با فرستادن پیامی کوتاه خوشنواز را از نام و منصب خود آگاهاند. خوشنواز پس از آن پیام دیگری راهی کرد و به او دربارهٔ تکرار اشتباه پیروز یکم هشدار داد. با این همه، سخنان وی نتوانست دلسردی و ترس سوخرا را به دنبال آورد، سوخرا به او یورش بُرد و شکست سنگینی به مردان هپتالی وارد کرد. خوشنواز پس از آن درخواست صلح کرد و سوخرا شرط پذیرفتن صلح را پس فرستادن هرآنچه خوشنواز از اردوگاه پیروز یکم بدست آورده بود (که دربردارندهٔ خزانه‌های او، موبد موبدان، دخترش پیروزدخت و پسرش قباد یکم بود) قرار داد. خوشنواز خواسته‌های سوخرا را پذیرفت و صلح برقرار شد.
در مورد نتایج و ماهیت تاریخی این جنگ تردید هایی وجود دارد